# Паранойя
Паранойя (інша назва Стёкла и бетон) — другий студійний альбом російського рок-музиканта Миколи Носкова.

## Про альбом
Пісня Примадонна є кавер-версія пісні співака Алла Пугачова і другий чоловічий версії цієї пісні, після реалізації Валерій Меладзе. Для пісні Паранойя Носков отримав Золотий грамофон

## Перелік пісень
1. Стёкла И Бетон
2. Паранойя
3. Снег
4. Белая Ночь
5. Я Тебя Прошу
6. Я – Твой DJ
7. Как Прекрасен Мир
8. Узнать Тебя
9. Счастливей Сна
10. Примадонна